# Wilhelm Brünings
Karl Leo Wilhelm Brünings (* 31. Januar 1876 in Kuhstedt bei Bremervörde, Provinz Hannover; † 3. Oktober 1958 in München) war ein deutscher HNO-Arzt und Hochschullehrer.

## Leben
Wilhelm Brünings studierte an der Eberhard Karls Universität Tübingen, der Friedrich-Alexander-Universität Erlangen und der Friedrich-Wilhelms-Universität Berlin. Ab 1897 war er Mitglied des Corps Franconia Tübingen. 1899 wurde er in Erlangen zum Dr. phil. promoviert. 1907 folgte in Tübingen die Promotion zum Dr. med. Er habilitierte sich an der Universität Zürich für Physiologie, an der Albert-Ludwigs-Universität Freiburg für Laryngologie und 1909 an der Universität Jena auch für Otologie. Schon vor dem Ersten Weltkrieg arbeitete er als technisch versierter Assistent mit Gustav Killian in Freiburg an der Konstruktion von Bronchoskopen und Laryngoskopen.

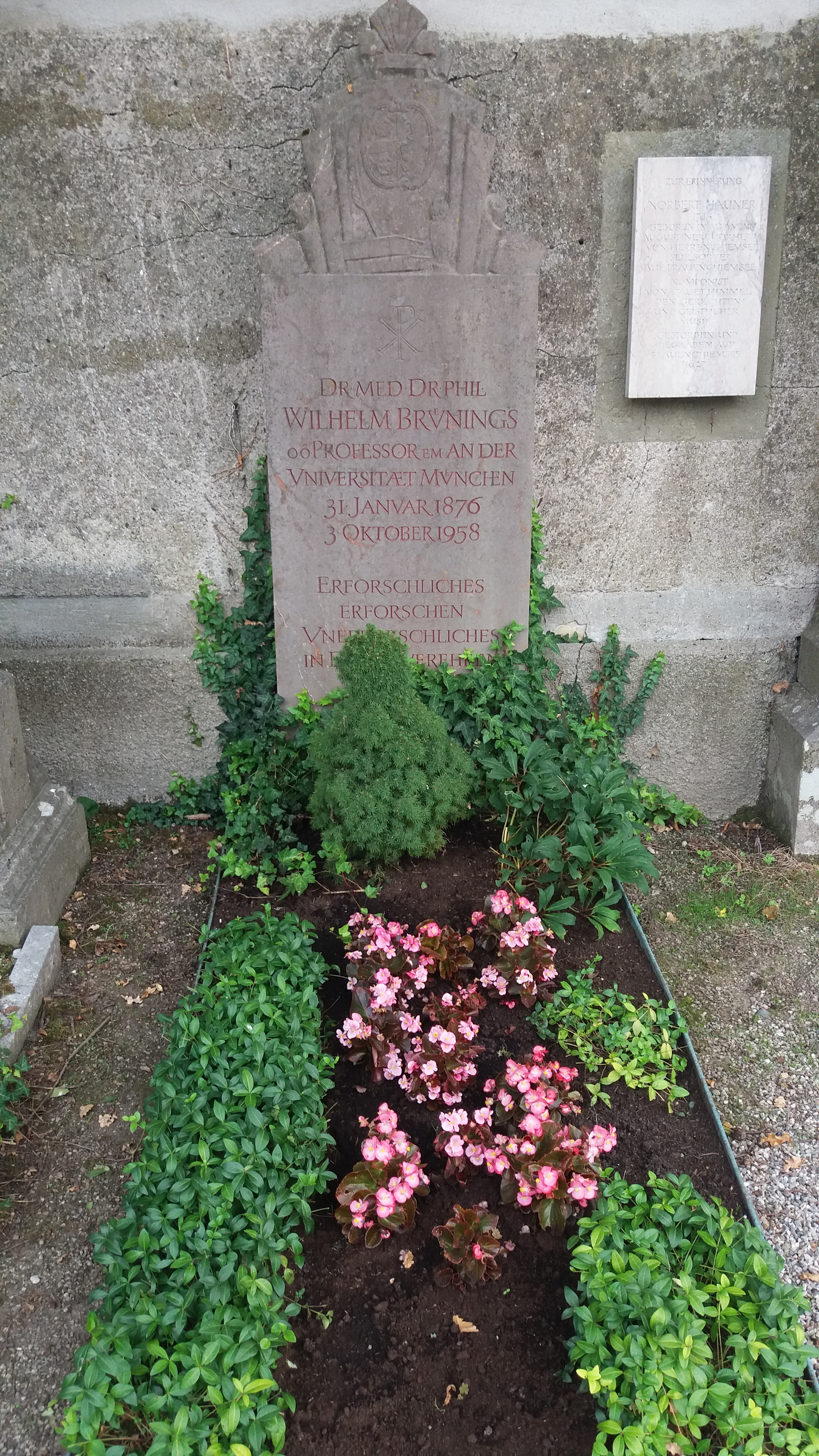
Grabstätte Wilhelm Brünings, Friedhof Frauenchiemsee

### Greifswald
1917 wurde Brünings o. Professor für Hals-Nasen-Ohren-Heilkunde an der Universität Greifswald, wo er bis 1926 blieb. In der Freizeit fertigte er hervorragende Möbel, wofür er von der Greifswalder Tischler-Innung zum Ehrenmitglied ernannt wurde.

### Jena
Nachdem Karl Wittmaack (1876–1972) nach Hamburg an das Neue Allgemeine Krankenhaus Eppendorf berufen worden war, folgte ihm Brünings 1926 an der Universität Jena. Er arbeitete – wie schon vorher in Greifswald – hauptsächlich über die Endoskopie der Luft- und Speisewege und verbesserte das Instrumentarium erheblich. Unter seiner Leitung fanden erstmals Kurse zur Endoskopie statt. Brünings entwickelte mit dem Optik-Unternehmen Carl Zeiss in Jena das „Neunauge“, mit dem sich bis zu acht Beobachter an einer Endoskopie beteiligen konnten. 1928 wurde die von Wittmaack geplante, dann von Brünings in Einzelheiten veränderte neue Klinik fertiggestellt und eingeweiht. Sie war mit 120 Betten eine der damals modernsten HNO-Kliniken Deutschlands. Im Jahr 1928 wurde Brünings in die Deutsche Akademie der Naturforscher Leopoldina gewählt.

### München
Die Ludwig-Maximilians-Universität München berief Brünings 1930 auf den Lehrstuhl für HNO-Heilkunde. 1933 war er Dekan der Medizinischen Fakultät. 1950 wurde er emeritiert. Anschließend konzentrierte er sich auf die Arbeit in seiner 1932 eröffneten Privatklinik in Solln bei München. Bestattet wurde er auf der Insel Frauenchiemsee.

## Forschung
Sein Lebenswerk galt der Weiterentwicklung der endoskopischen Technik, der Vestibularisforschung und der Korrektur von Hörfehlern.

## Ehrungen
- 1941: Goethe-Medaille für Kunst und Wissenschaft
- 1956: Großes Bundesverdienstkreuz

## Werke
- Lehrbuch der Krankheiten des Ohres und der Luftwege einschließlich der Mundkrankheiten. Jena 1921. (7 Auflagen)